# Griva de Heine
La griva de Heine (Zoothera heinei) és un ocell de la família dels túrdids (Turdidae).

## Hàbitat i distribució
Habita boscos d'Austràlia, a l'est de Queensland i Nova Gal·les del Sud.